# Grand Prix Herning 2024
Grand Prix Herning 2024 var den 30. udgave af det danske cykelløb Grand Prix Herning. Det cirka 180 km lange linjeløb blev kørt den 25. maj 2024 med start og mål på Torvet i Herning. Løbet var arrangeret af Herning Cykle Klub, og var en del af UCI Europe Tour 2024.
Løbet blev vundet af Rasmus Søjberg Pedersen fra det danske landshold.

## Resultater
| \| Samlede stilling \| Samlede stilling \| Samlede stilling \| Samlede stilling \| Samlede stilling \| \| Rytter \| Rytter \| Hold \| Tid \| \| \| ---------------- \| ---------------------------- \| ------------------------------- \| ---------------- \| ---------------- \| \| 1. \| Rasmus Søjberg Pedersen \| Danmark \| 4t 26' 11" \| \| \| 2. \| Daniel Stampe \| Airtox-Carl Ras \| + 1" \| \| \| 3. \| Erik Madsen \| Uno-X Mobility Development \| + 1" \| \| \| 4. \| Jelte Krijnsen \| Parkhotel Valkenburg \| + 1" \| \| \| 5. \| Simon Bak \| ColoQuick \| + 1" \| \| \| 6. \| Niklas Larsen \| Uno-X Mobility Development Team \| + 1" \| \| \| 7. \| Tobias Aagaard Hansen \| BHS-PL Beton Bornholm \| + 10" \| \| \| 8. \| Frederik Bjørn Sørensen \| Airtox-Carl Ras \| + 10" \| \| \| 9. \| Rick Ottema \| Diftar Continental Cycling Team \| + 10" \| \| \| 10. \| Henrik Breiner Pedersen \| Uno-X Mobility Development \| + 11" \| \| \| 11. \| Stian Rosenlund Richter \| Airtox-Carl Ras \| + 11" \| \| \| 12. \| Julius Johansen \| Danmark \| + 12" \| \| \| 13. \| Mathias Hedevang Christensen \| CeramicSpeed Herning CK Elite \| + 12" \| \| \| 14. \| Niek Voogt \| Parkhotel Valkenburg \| + 12" \| \| \| 15. \| Tore Troelsen \| ColoQuick \| + 12" \| \| |                              |                                 |            |
| |                              |                                 |            |
| Kilde: ProCyclingStats |                              |                                 |            |
| Samlede stilling |                              |                                 |            |
| Rytter | Rytter                       | Hold                            | Tid        |
| 1. | Rasmus Søjberg Pedersen      | Danmark                         | 4t 26' 11" |
| 2. | Daniel Stampe                | Airtox-Carl Ras                 | + 1"       |
| 3. | Erik Madsen                  | Uno-X Mobility Development      | + 1"       |
| 4. | Jelte Krijnsen               | Parkhotel Valkenburg            | + 1"       |
| 5. | Simon Bak                    | ColoQuick                       | + 1"       |
| 6. | Niklas Larsen                | Uno-X Mobility Development Team | + 1"       |
| 7. | Tobias Aagaard Hansen        | BHS-PL Beton Bornholm           | + 10"      |
| 8. | Frederik Bjørn Sørensen      | Airtox-Carl Ras                 | + 10"      |
| 9. | Rick Ottema                  | Diftar Continental Cycling Team | + 10"      |
| 10. | Henrik Breiner Pedersen      | Uno-X Mobility Development      | + 11"      |
| 11. | Stian Rosenlund Richter      | Airtox-Carl Ras                 | + 11"      |
| 12. | Julius Johansen              | Danmark                         | + 12"      |
| 13. | Mathias Hedevang Christensen | CeramicSpeed Herning CK Elite   | + 12"      |
| 14. | Niek Voogt                   | Parkhotel Valkenburg            | + 12"      |
| 15. | Tore Troelsen                | ColoQuick                       | + 12"      |

## Hold
| UCI Kontinentalhold (9)- Airtox-Carl Ras - BHS-PL Beton Bornholm - Diftar Continental Cycling Team - Lillehammer CK Continental Team - Motala AIF Serneke Allebike - Parkhotel Valkenburg - ColoQuick - Lidl-Trek Future Racing - Uno-X Mobility Development Team Landshold- Danmark DCU Elite Teams (8)- Adventure Cycling UNITY - CeramicSpeed Herning CK Elite - Aalborg-Sparekassen Danmark - CO:PLAY-Giant Store - Give Elementer - Team Give Steel-2M Cycling Elite - IBT-Tripeak - Willing Able Racing Amatørcykelhold- The Cycling Academy Race Team Regional- og klubhold (6)- Brussels Cycling Team - Giant Store Assen-NWVG CT - North Cycling - WPGA Amsterdam Racing Academy - Idrettslaget Stjørdals-Blink - Vejle Cykel Klub |
| |

### Startliste
| Danmark DEN | Danmark DEN             | Danmark DEN |
| ----------- | ----------------------- | ----------- |
| Nr.         | Rytter                  | Placering   |
| 1           | Nicklas Amdi Pedersen   |             |
| 2           | Mathias Bregnhøj        |             |
| 3           | Rasmus Søjberg Pedersen |             |
| 4           | Julius Johansen         |             |
| 5           | Jaspar Lonsdale         |             |

| Airtox-Carl Ras GSH | Airtox-Carl Ras GSH           | Airtox-Carl Ras GSH |
| ------------------- | ----------------------------- | ------------------- |
| Nr.                 | Rytter                        | Placering           |
| 11                  | Alexander Arnt Hansen (DEN)   |                     |
| 12                  | Stian Rosenlund Richter (DEN) |                     |
| 13                  | Daniel Stampe (DEN)           |                     |
| 14                  | Gustav Wang (DEN)             |                     |
| 15                  | Frederik Bjørn Sørensen (DEN) |                     |
| 16                  | Gustav Frederik Dahl (DEN)    |                     |

| ColoQuick TCQ | ColoQuick TCQ                | ColoQuick TCQ |
| ------------- | ---------------------------- | ------------- |
| Nr.           | Rytter                       | Placering     |
| 31            | Simon Bak (DEN)              |               |
| 32            | Peter Øxenberg Hansen (DEN)  |               |
| 33            | Emil Toudal (DEN)            |               |
| 34            | Nikolaj Mengel (DEN)         |               |
| 35            | Magnus Lorents Nielsen (DEN) |               |
| 36            | Tore Troelsen (DEN)          |               |

| Lidl-Trek Future Racing LTF | Lidl-Trek Future Racing LTF | Lidl-Trek Future Racing LTF |
| --------------------------- | --------------------------- | --------------------------- |
| Nr.                         | Rytter                      | Placering                   |
| 41                          | Kristian Egholm (DEN)       |                             |
| 42                          | Patrick Frydkjær (DEN)      |                             |
| 43                          | Matteo Milan (ITA)          |                             |
| 44                          | Martin Pedersen (DEN)       |                             |
| 45                          | Cameron Rogers (AUS)        |                             |
| 46                          | Jakob Söderqvist (SWE)      |                             |

| BHS-PL Beton Bornholm BPC | BHS-PL Beton Bornholm BPC       | BHS-PL Beton Bornholm BPC |
| ------------------------- | ------------------------------- | ------------------------- |
| Nr.                       | Rytter                          | Placering                 |
| 51                        | Tobias Aagaard Hansen (DEN)     |                           |
| 52                        | Martin Szokody                  |                           |
| 53                        | Sebastian Ryttersgaard (DEN)    |                           |
| 54                        | Mads-Emil Dupont Hougaard (DEN) |                           |
| 55                        | Emil Schandorff Iwersen (DEN)   |                           |
| 56                        | Victor Grue Enggaard (DEN)      |                           |

| Uno-X Mobility Development UXD | Uno-X Mobility Development UXD | Uno-X Mobility Development UXD |
| ------------------------------ | ------------------------------ | ------------------------------ |
| Nr.                            | Rytter                         | Placering                      |
| 61                             | Henrik Breiner Pedersen (DEN)  |                                |
| 62                             | Alfred Grenaae (DEN)           |                                |
| 63                             | Mads Landbo (DEN)              |                                |
| 64                             | Erik Madsen (NOR)              |                                |
| 65                             | Mikal Grimstad Uglehus (NOR)   |                                |
| 66                             | Niklas Larsen (DEN)            |                                |

| Parkhotel Valkenburg PHV | Parkhotel Valkenburg PHV | Parkhotel Valkenburg PHV |
| ------------------------ | ------------------------ | ------------------------ |
| Nr.                      | Rytter                   | Placering                |
| 71                       | Meindert Weulink (NED)   |                          |
| 72                       | Niek Voogt (NED)         |                          |
| 73                       | Jelte Krijnsen (NED)     |                          |
| 74                       | Lars Hohmann (NED)       |                          |
| 75                       | Mike Schuch (NED)        |                          |

| Vejle Cykel Klub ___ | Vejle Cykel Klub ___        | Vejle Cykel Klub ___ |
| -------------------- | --------------------------- | -------------------- |
| Nr.                  | Rytter                      | Placering            |
| 91                   | Morten Gadgaard (DEN)       |                      |
| 92                   | Jacob Christian Vestergaard |                      |
| 93                   | Oliver Mortensen            |                      |
| 94                   | Sebastian Ebbelin           |                      |
| 95                   | Mads Bak Bjerregaard        |                      |
| 96                   | Daniel Brockhoff (DEN)      |                      |

| Idrettslaget Stjørdals-Blink ___ | Idrettslaget Stjørdals-Blink ___ | Idrettslaget Stjørdals-Blink ___ |
| -------------------------------- | -------------------------------- | -------------------------------- |
| Nr.                              | Rytter                           | Placering                        |
| 101                              | Daniel Vold (NOR)                |                                  |
| 102                              | Peder Antoni Gravås (NOR)        |                                  |
| 103                              | Sigve Kattem (NOR)               |                                  |
| 104                              | Jørgen Dragsten (NOR)            |                                  |
| 105                              | Sondre Aarsbog Weiseth (NOR)     |                                  |
| 106                              | Even Lystad Dybwad (NOR)         |                                  |

| Lillehammer CK Continental Team LCT | Lillehammer CK Continental Team LCT | Lillehammer CK Continental Team LCT |
| ----------------------------------- | ----------------------------------- | ----------------------------------- |
| Nr.                                 | Rytter                              | Placering                           |
| 111                                 | Herman Emil Eriksen (NOR)           |                                     |
| 112                                 | Bruno Bjørnstad Solheim (NOR)       |                                     |
| 113                                 | Georg Rydningen Martinsen (NOR)     |                                     |
| 114                                 | Henrik E. Farstadvoll (NOR)         |                                     |
| 115                                 | Henrik Fjermedal (NOR)              |                                     |
| 116                                 | Sverre Schøyen Stiansen (NOR)       |                                     |

| Diftar Continental Cycling Team SWY | Diftar Continental Cycling Team SWY | Diftar Continental Cycling Team SWY |
| ----------------------------------- | ----------------------------------- | ----------------------------------- |
| Nr.                                 | Rytter                              | Placering                           |
| 121                                 | Mike Bronswijk (NED)                |                                     |
| 122                                 | Rick Ottema (NED)                   |                                     |
| 123                                 | Marvin Peters (NED)                 |                                     |
| 124                                 | Lars Rouffaer (NED)                 |                                     |
| 125                                 | Guillaume Visser (NED)              |                                     |
| 126                                 | Hugo Kars (NED)                     |                                     |

| Motala AIF Serneke Allebike MSA | Motala AIF Serneke Allebike MSA | Motala AIF Serneke Allebike MSA |
| ------------------------------- | ------------------------------- | ------------------------------- |
| Nr.                             | Rytter                          | Placering                       |
| 131                             | Colin Ossiansson (SWE)          |                                 |
| 132                             | Alfred Oldin (SWE)              |                                 |
| 133                             | Niklas Jagerstål (SWE)          |                                 |
| 134                             | Paul Greijus (SWE)              |                                 |
| 135                             | Albin Stålberg (SWE)            |                                 |
| 136                             | Fredrik Johansson (SWE)         |                                 |

| CeramicSpeed Herning CK Elite ___ | CeramicSpeed Herning CK Elite ___ | CeramicSpeed Herning CK Elite ___ |
| --------------------------------- | --------------------------------- | --------------------------------- |
| Nr.                               | Rytter                            | Placering                         |
| 141                               | Nicklas Fonnesbech                |                                   |
| 142                               | Markus Klitgaard Bugge            |                                   |
| 143                               | Oliver Knudsen (DEN)              |                                   |
| 144                               | Mikkel Jørgensen                  |                                   |
| 145                               | Peter Skov Lauritzen              |                                   |
| 146                               | Mathias Hedevang Christensen      |                                   |

| CO:PLAY-Giant Store ___ | CO:PLAY-Giant Store ___ | CO:PLAY-Giant Store ___ |
| ----------------------- | ----------------------- | ----------------------- |
| Nr.                     | Rytter                  | Placering               |
| 151                     | Benjamin Hertz (DEN)    |                         |
| 152                     | Alfred Kongstad         |                         |
| 153                     | Phillip Mathiesen       |                         |
| 154                     | Daniel Lemvig Lond      |                         |
| 155                     | Lucas Toftemark         |                         |
| 156                     | Lasse Norman Leth (DEN) |                         |

| Team Give Steel-2M Cycling Elite ___ | Team Give Steel-2M Cycling Elite ___ | Team Give Steel-2M Cycling Elite ___ |
| ------------------------------------ | ------------------------------------ | ------------------------------------ |
| Nr.                                  | Rytter                               | Placering                            |
| 161                                  | William Gudmann                      |                                      |
| 162                                  | Rasmus Bisgaard                      |                                      |
| 163                                  | Marckus Njor                         |                                      |
| 164                                  | Victor Bredtoft Andersen             |                                      |
| 165                                  | Lucas Lorentsen                      |                                      |
| 166                                  | Kasper Jul Øhlenschlæger             |                                      |

| IBT-Tripeak ___ | IBT-Tripeak ___       | IBT-Tripeak ___ |
| --------------- | --------------------- | --------------- |
| Nr.             | Rytter                | Placering       |
| 171             | Peter Asbjørn Hansen  |                 |
| 172             | Viktor Lychou (SWE)   |                 |
| 173             | Jakob Falk Paarup     |                 |
| 174             | Victor Vad            |                 |
| 175             | Mads Schulz Jørgensen |                 |
| 176             | Isak Magnusson (SWE)  |                 |

| Give Elementer ___ | Give Elementer ___       | Give Elementer ___ |
| ------------------ | ------------------------ | ------------------ |
| Nr.                | Rytter                   | Placering          |
| 181                | Mads Søgaard Mondrup     |                    |
| 182                | Asger Paaske Frederiksen |                    |
| 183                | Karl Lindegaard          |                    |
| 184                | Mathias Kirk             |                    |
| 185                | Magnus Bächler           |                    |
| 186                | Jeppe Falk-Kristensen    |                    |

| Aalborg-Sparekassen Danmark ___ | Aalborg-Sparekassen Danmark ___ | Aalborg-Sparekassen Danmark ___ |
| ------------------------------- | ------------------------------- | ------------------------------- |
| Nr.                             | Rytter                          | Placering                       |
| 191                             | Alexandru Ionuț Antoniu (ROU)   |                                 |
| 192                             | Jacob Gye Madsen                |                                 |
| 193                             | Christian Kornum                |                                 |
| 194                             | Lauge Woer                      |                                 |
| 195                             | Thomas Koldkjær Decker          |                                 |
| 196                             | Malte Hellerup (DEN)            |                                 |

| WPGA Amsterdam Racing Academy ___ | WPGA Amsterdam Racing Academy ___ | WPGA Amsterdam Racing Academy ___ |
| --------------------------------- | --------------------------------- | --------------------------------- |
| Nr.                               | Rytter                            | Placering                         |
| 201                               | Bas van Belle (NED)               |                                   |
| 202                               | Daan van den Eijnden (NED)        |                                   |
| 203                               | Sven Burger (NED)                 |                                   |
| 205                               | Quinten Veling (NED)              |                                   |
| 206                               | Raphaël Mouton (NED)              |                                   |

| The Cycling Academy Race Team ___ | The Cycling Academy Race Team ___ | The Cycling Academy Race Team ___ |
| --------------------------------- | --------------------------------- | --------------------------------- |
| Nr.                               | Rytter                            | Placering                         |
| 211                               | Finn McHenry (IRL)                |                                   |
| 212                               | Callum Reid (GBR)                 |                                   |
| 213                               | Callum Salisbury (GBR)            |                                   |
| 214                               | Aaron King (GBR)                  |                                   |
| 215                               | Craig Paterson (GBR)              |                                   |
| 216                               | Seán Óg Harrigan (IRL)            |                                   |

| Brussels Cycling Team ___ | Brussels Cycling Team ___  | Brussels Cycling Team ___ |
| ------------------------- | -------------------------- | ------------------------- |
| Nr.                       | Rytter                     | Placering                 |
| 221                       | Grégoire Lemaire (BEL)     |                           |
| 222                       | Thomas Petit (BEL)         |                           |
| 223                       | Léopold Dallemagne (BEL)   |                           |
| 224                       | Julien Desmarets (BEL)     |                           |
| 225                       | Lucas Reynaers (BEL)       |                           |
| 226                       | Brice Dedeurwaerdere (BEL) |                           |

| Adventure Cycling UNITY ___ | Adventure Cycling UNITY ___ | Adventure Cycling UNITY ___ |
| --------------------------- | --------------------------- | --------------------------- |
| Nr.                         | Rytter                      | Placering                   |
| 231                         | Tobias Lundberg Dichmann    |                             |
| 232                         | Karl-Erik Rosendahl         |                             |
| 233                         | Bjørn Andreassen (DEN)      |                             |
| 234                         | Casper Ingerslev            |                             |
| 235                         | Torben Benner Lundgaard     |                             |
| 236                         | Elias Johan Asgaard         |                             |

| Willing Able Racing ___ | Willing Able Racing ___ | Willing Able Racing ___ |
| ----------------------- | ----------------------- | ----------------------- |
| Nr.                     | Rytter                  | Placering               |
| 241                     | Jonas Lindberg (DEN)    |                         |
| 242                     | Niklas Eg (DEN)         |                         |
| 243                     | Erik Aagaard            |                         |
| 244                     | Mathias Busk Sælgen     |                         |
| 245                     | Mads Rahbek (DEN)       |                         |
| 246                     | Mikkel Kastrup          |                         |

| North Cycling ___ | North Cycling ___          | North Cycling ___ |
| ----------------- | -------------------------- | ----------------- |
| Nr.               | Rytter                     | Placering         |
| 251               | Kristoffer Gullhav (NOR)   |                   |
| 252               | Thomas Eriksen (NOR)       |                   |
| 253               | Ulrik Bjune (NOR)          |                   |
| 254               | Sebastian Veslum (NOR)     |                   |
| 255               | Casper Rønning (NOR)       |                   |
| 256               | Tim Edvard Pettersen (NOR) |                   |

| Giant Store Assen-NWVG CT ___ | Giant Store Assen-NWVG CT ___ | Giant Store Assen-NWVG CT ___ |
| ----------------------------- | ----------------------------- | ----------------------------- |
| Nr.                           | Rytter                        | Placering                     |
| 261                           | Aden Paterson (AUS)           |                               |
| 262                           | Axel Froner (CAN)             |                               |
| 263                           | Adne Koster (NED)             |                               |
| 264                           | Bjorn Koster (NED)            |                               |
| 265                           | Ethan Pauly (CAN)             |                               |
| 266                           | Jasper Plender (NED)          |                               |

| Danmark DEN | Danmark DEN             | Danmark DEN |
| ----------- | ----------------------- | ----------- |
| Nr.         | Rytter                  | Placering   |
| 1           | Nicklas Amdi Pedersen   |             |
| 2           | Mathias Bregnhøj        |             |
| 3           | Rasmus Søjberg Pedersen |             |
| 4           | Julius Johansen         |             |
| 5           | Jaspar Lonsdale         |             |

| Airtox-Carl Ras GSH | Airtox-Carl Ras GSH           | Airtox-Carl Ras GSH |
| ------------------- | ----------------------------- | ------------------- |
| Nr.                 | Rytter                        | Placering           |
| 11                  | Alexander Arnt Hansen (DEN)   |                     |
| 12                  | Stian Rosenlund Richter (DEN) |                     |
| 13                  | Daniel Stampe (DEN)           |                     |
| 14                  | Gustav Wang (DEN)             |                     |
| 15                  | Frederik Bjørn Sørensen (DEN) |                     |
| 16                  | Gustav Frederik Dahl (DEN)    |                     |

| ColoQuick TCQ | ColoQuick TCQ                | ColoQuick TCQ |
| ------------- | ---------------------------- | ------------- |
| Nr.           | Rytter                       | Placering     |
| 31            | Simon Bak (DEN)              |               |
| 32            | Peter Øxenberg Hansen (DEN)  |               |
| 33            | Emil Toudal (DEN)            |               |
| 34            | Nikolaj Mengel (DEN)         |               |
| 35            | Magnus Lorents Nielsen (DEN) |               |
| 36            | Tore Troelsen (DEN)          |               |

| Lidl-Trek Future Racing LTF | Lidl-Trek Future Racing LTF | Lidl-Trek Future Racing LTF |
| --------------------------- | --------------------------- | --------------------------- |
| Nr.                         | Rytter                      | Placering                   |
| 41                          | Kristian Egholm (DEN)       |                             |
| 42                          | Patrick Frydkjær (DEN)      |                             |
| 43                          | Matteo Milan (ITA)          |                             |
| 44                          | Martin Pedersen (DEN)       |                             |
| 45                          | Cameron Rogers (AUS)        |                             |
| 46                          | Jakob Söderqvist (SWE)      |                             |

| BHS-PL Beton Bornholm BPC | BHS-PL Beton Bornholm BPC       | BHS-PL Beton Bornholm BPC |
| ------------------------- | ------------------------------- | ------------------------- |
| Nr.                       | Rytter                          | Placering                 |
| 51                        | Tobias Aagaard Hansen (DEN)     |                           |
| 52                        | Martin Szokody                  |                           |
| 53                        | Sebastian Ryttersgaard (DEN)    |                           |
| 54                        | Mads-Emil Dupont Hougaard (DEN) |                           |
| 55                        | Emil Schandorff Iwersen (DEN)   |                           |
| 56                        | Victor Grue Enggaard (DEN)      |                           |

| Uno-X Mobility Development UXD | Uno-X Mobility Development UXD | Uno-X Mobility Development UXD |
| ------------------------------ | ------------------------------ | ------------------------------ |
| Nr.                            | Rytter                         | Placering                      |
| 61                             | Henrik Breiner Pedersen (DEN)  |                                |
| 62                             | Alfred Grenaae (DEN)           |                                |
| 63                             | Mads Landbo (DEN)              |                                |
| 64                             | Erik Madsen (NOR)              |                                |
| 65                             | Mikal Grimstad Uglehus (NOR)   |                                |
| 66                             | Niklas Larsen (DEN)            |                                |

| Parkhotel Valkenburg PHV | Parkhotel Valkenburg PHV | Parkhotel Valkenburg PHV |
| ------------------------ | ------------------------ | ------------------------ |
| Nr.                      | Rytter                   | Placering                |
| 71                       | Meindert Weulink (NED)   |                          |
| 72                       | Niek Voogt (NED)         |                          |
| 73                       | Jelte Krijnsen (NED)     |                          |
| 74                       | Lars Hohmann (NED)       |                          |
| 75                       | Mike Schuch (NED)        |                          |

| Vejle Cykel Klub ___ | Vejle Cykel Klub ___        | Vejle Cykel Klub ___ |
| -------------------- | --------------------------- | -------------------- |
| Nr.                  | Rytter                      | Placering            |
| 91                   | Morten Gadgaard (DEN)       |                      |
| 92                   | Jacob Christian Vestergaard |                      |
| 93                   | Oliver Mortensen            |                      |
| 94                   | Sebastian Ebbelin           |                      |
| 95                   | Mads Bak Bjerregaard        |                      |
| 96                   | Daniel Brockhoff (DEN)      |                      |

| Idrettslaget Stjørdals-Blink ___ | Idrettslaget Stjørdals-Blink ___ | Idrettslaget Stjørdals-Blink ___ |
| -------------------------------- | -------------------------------- | -------------------------------- |
| Nr.                              | Rytter                           | Placering                        |
| 101                              | Daniel Vold (NOR)                |                                  |
| 102                              | Peder Antoni Gravås (NOR)        |                                  |
| 103                              | Sigve Kattem (NOR)               |                                  |
| 104                              | Jørgen Dragsten (NOR)            |                                  |
| 105                              | Sondre Aarsbog Weiseth (NOR)     |                                  |
| 106                              | Even Lystad Dybwad (NOR)         |                                  |

| Lillehammer CK Continental Team LCT | Lillehammer CK Continental Team LCT | Lillehammer CK Continental Team LCT |
| ----------------------------------- | ----------------------------------- | ----------------------------------- |
| Nr.                                 | Rytter                              | Placering                           |
| 111                                 | Herman Emil Eriksen (NOR)           |                                     |
| 112                                 | Bruno Bjørnstad Solheim (NOR)       |                                     |
| 113                                 | Georg Rydningen Martinsen (NOR)     |                                     |
| 114                                 | Henrik E. Farstadvoll (NOR)         |                                     |
| 115                                 | Henrik Fjermedal (NOR)              |                                     |
| 116                                 | Sverre Schøyen Stiansen (NOR)       |                                     |

| Diftar Continental Cycling Team SWY | Diftar Continental Cycling Team SWY | Diftar Continental Cycling Team SWY |
| ----------------------------------- | ----------------------------------- | ----------------------------------- |
| Nr.                                 | Rytter                              | Placering                           |
| 121                                 | Mike Bronswijk (NED)                |                                     |
| 122                                 | Rick Ottema (NED)                   |                                     |
| 123                                 | Marvin Peters (NED)                 |                                     |
| 124                                 | Lars Rouffaer (NED)                 |                                     |
| 125                                 | Guillaume Visser (NED)              |                                     |
| 126                                 | Hugo Kars (NED)                     |                                     |

| Motala AIF Serneke Allebike MSA | Motala AIF Serneke Allebike MSA | Motala AIF Serneke Allebike MSA |
| ------------------------------- | ------------------------------- | ------------------------------- |
| Nr.                             | Rytter                          | Placering                       |
| 131                             | Colin Ossiansson (SWE)          |                                 |
| 132                             | Alfred Oldin (SWE)              |                                 |
| 133                             | Niklas Jagerstål (SWE)          |                                 |
| 134                             | Paul Greijus (SWE)              |                                 |
| 135                             | Albin Stålberg (SWE)            |                                 |
| 136                             | Fredrik Johansson (SWE)         |                                 |

| CeramicSpeed Herning CK Elite ___ | CeramicSpeed Herning CK Elite ___ | CeramicSpeed Herning CK Elite ___ |
| --------------------------------- | --------------------------------- | --------------------------------- |
| Nr.                               | Rytter                            | Placering                         |
| 141                               | Nicklas Fonnesbech                |                                   |
| 142                               | Markus Klitgaard Bugge            |                                   |
| 143                               | Oliver Knudsen (DEN)              |                                   |
| 144                               | Mikkel Jørgensen                  |                                   |
| 145                               | Peter Skov Lauritzen              |                                   |
| 146                               | Mathias Hedevang Christensen      |                                   |

| CO:PLAY-Giant Store ___ | CO:PLAY-Giant Store ___ | CO:PLAY-Giant Store ___ |
| ----------------------- | ----------------------- | ----------------------- |
| Nr.                     | Rytter                  | Placering               |
| 151                     | Benjamin Hertz (DEN)    |                         |
| 152                     | Alfred Kongstad         |                         |
| 153                     | Phillip Mathiesen       |                         |
| 154                     | Daniel Lemvig Lond      |                         |
| 155                     | Lucas Toftemark         |                         |
| 156                     | Lasse Norman Leth (DEN) |                         |

| Team Give Steel-2M Cycling Elite ___ | Team Give Steel-2M Cycling Elite ___ | Team Give Steel-2M Cycling Elite ___ |
| ------------------------------------ | ------------------------------------ | ------------------------------------ |
| Nr.                                  | Rytter                               | Placering                            |
| 161                                  | William Gudmann                      |                                      |
| 162                                  | Rasmus Bisgaard                      |                                      |
| 163                                  | Marckus Njor                         |                                      |
| 164                                  | Victor Bredtoft Andersen             |                                      |
| 165                                  | Lucas Lorentsen                      |                                      |
| 166                                  | Kasper Jul Øhlenschlæger             |                                      |

| IBT-Tripeak ___ | IBT-Tripeak ___       | IBT-Tripeak ___ |
| --------------- | --------------------- | --------------- |
| Nr.             | Rytter                | Placering       |
| 171             | Peter Asbjørn Hansen  |                 |
| 172             | Viktor Lychou (SWE)   |                 |
| 173             | Jakob Falk Paarup     |                 |
| 174             | Victor Vad            |                 |
| 175             | Mads Schulz Jørgensen |                 |
| 176             | Isak Magnusson (SWE)  |                 |

| Give Elementer ___ | Give Elementer ___       | Give Elementer ___ |
| ------------------ | ------------------------ | ------------------ |
| Nr.                | Rytter                   | Placering          |
| 181                | Mads Søgaard Mondrup     |                    |
| 182                | Asger Paaske Frederiksen |                    |
| 183                | Karl Lindegaard          |                    |
| 184                | Mathias Kirk             |                    |
| 185                | Magnus Bächler           |                    |
| 186                | Jeppe Falk-Kristensen    |                    |

| Aalborg-Sparekassen Danmark ___ | Aalborg-Sparekassen Danmark ___ | Aalborg-Sparekassen Danmark ___ |
| ------------------------------- | ------------------------------- | ------------------------------- |
| Nr.                             | Rytter                          | Placering                       |
| 191                             | Alexandru Ionuț Antoniu (ROU)   |                                 |
| 192                             | Jacob Gye Madsen                |                                 |
| 193                             | Christian Kornum                |                                 |
| 194                             | Lauge Woer                      |                                 |
| 195                             | Thomas Koldkjær Decker          |                                 |
| 196                             | Malte Hellerup (DEN)            |                                 |

| WPGA Amsterdam Racing Academy ___ | WPGA Amsterdam Racing Academy ___ | WPGA Amsterdam Racing Academy ___ |
| --------------------------------- | --------------------------------- | --------------------------------- |
| Nr.                               | Rytter                            | Placering                         |
| 201                               | Bas van Belle (NED)               |                                   |
| 202                               | Daan van den Eijnden (NED)        |                                   |
| 203                               | Sven Burger (NED)                 |                                   |
| 205                               | Quinten Veling (NED)              |                                   |
| 206                               | Raphaël Mouton (NED)              |                                   |

| The Cycling Academy Race Team ___ | The Cycling Academy Race Team ___ | The Cycling Academy Race Team ___ |
| --------------------------------- | --------------------------------- | --------------------------------- |
| Nr.                               | Rytter                            | Placering                         |
| 211                               | Finn McHenry (IRL)                |                                   |
| 212                               | Callum Reid (GBR)                 |                                   |
| 213                               | Callum Salisbury (GBR)            |                                   |
| 214                               | Aaron King (GBR)                  |                                   |
| 215                               | Craig Paterson (GBR)              |                                   |
| 216                               | Seán Óg Harrigan (IRL)            |                                   |

| Brussels Cycling Team ___ | Brussels Cycling Team ___  | Brussels Cycling Team ___ |
| ------------------------- | -------------------------- | ------------------------- |
| Nr.                       | Rytter                     | Placering                 |
| 221                       | Grégoire Lemaire (BEL)     |                           |
| 222                       | Thomas Petit (BEL)         |                           |
| 223                       | Léopold Dallemagne (BEL)   |                           |
| 224                       | Julien Desmarets (BEL)     |                           |
| 225                       | Lucas Reynaers (BEL)       |                           |
| 226                       | Brice Dedeurwaerdere (BEL) |                           |

| Adventure Cycling UNITY ___ | Adventure Cycling UNITY ___ | Adventure Cycling UNITY ___ |
| --------------------------- | --------------------------- | --------------------------- |
| Nr.                         | Rytter                      | Placering                   |
| 231                         | Tobias Lundberg Dichmann    |                             |
| 232                         | Karl-Erik Rosendahl         |                             |
| 233                         | Bjørn Andreassen (DEN)      |                             |
| 234                         | Casper Ingerslev            |                             |
| 235                         | Torben Benner Lundgaard     |                             |
| 236                         | Elias Johan Asgaard         |                             |

| Willing Able Racing ___ | Willing Able Racing ___ | Willing Able Racing ___ |
| ----------------------- | ----------------------- | ----------------------- |
| Nr.                     | Rytter                  | Placering               |
| 241                     | Jonas Lindberg (DEN)    |                         |
| 242                     | Niklas Eg (DEN)         |                         |
| 243                     | Erik Aagaard            |                         |
| 244                     | Mathias Busk Sælgen     |                         |
| 245                     | Mads Rahbek (DEN)       |                         |
| 246                     | Mikkel Kastrup          |                         |

| North Cycling ___ | North Cycling ___          | North Cycling ___ |
| ----------------- | -------------------------- | ----------------- |
| Nr.               | Rytter                     | Placering         |
| 251               | Kristoffer Gullhav (NOR)   |                   |
| 252               | Thomas Eriksen (NOR)       |                   |
| 253               | Ulrik Bjune (NOR)          |                   |
| 254               | Sebastian Veslum (NOR)     |                   |
| 255               | Casper Rønning (NOR)       |                   |
| 256               | Tim Edvard Pettersen (NOR) |                   |

| Giant Store Assen-NWVG CT ___ | Giant Store Assen-NWVG CT ___ | Giant Store Assen-NWVG CT ___ |
| ----------------------------- | ----------------------------- | ----------------------------- |
| Nr.                           | Rytter                        | Placering                     |
| 261                           | Aden Paterson (AUS)           |                               |
| 262                           | Axel Froner (CAN)             |                               |
| 263                           | Adne Koster (NED)             |                               |
| 264                           | Bjorn Koster (NED)            |                               |
| 265                           | Ethan Pauly (CAN)             |                               |
| 266                           | Jasper Plender (NED)          |                               |